# Yohannes Nega
Yohannes Nega (4 dicembre 1993) è un calciatore eritreo, difensore del Red Sea.

## Carriera

### Club
Dal 2010 gioca in patria, nel Red Sea.

### Nazionale
L'11 novembre 2011 ha esordito con la Nazionale eritrea nella partita pareggiata per 1-1 contro il Ruanda e valevole per le qualificazioni ai Mondiali 2014.